# 최재형 (정치인)
최재형(崔在亨, 1956년 9월 2일~)은 대한민국의 관료, 정치인이다. 제24대 감사원장이다. 제21대 국회의원을 역임하였다. 본관은 해주(海州)이다.

## 생애

### 가문과 출생
그의 본관은 해주로 서운부정공파 최용의 36세손인 고려 귀족 후손이며 원적은 강원도 평강 (고삽면 서하리)이지만 1956년 9월 2일 경상남도 창원군 진해읍에서 해군 장교로 복무하던 최영섭(崔英燮)과 하동 정씨 정옥경 사이의 4형제 중 차남으로 태어났다. 아버지가 해군본부로 발령이 나면서 2개월 정도를 제외한 유년시절의 대부분과 학창시절을 서울에서 보냈다. 그는 유서 깊은 혈통과 부유한 환경에서 성장하였으며, 그의 집안은 선대에 병자호란의 병화를 피해 강원도 평강에 입향한 이후 13대를 이어오면서 상당한 재력을 쌓았지만 광복후 재산을 포기하고 공산치하를 탈출해 자유를 찾아 월남했다.

#### 독립운동가 할아버지
최재형 옹(翁)의 조부는 강원도 평강군 출신의 독립운동가인 최병규 선생으로 춘천고보 재학중 순종 승하 시 상장 달기와 동맹휴학을 주도하다가 퇴학되었다. 일경의 감시 대상으로 3년간의 금족령에서 풀려나자 만주 해림으로 망명하였다. 만주에 있으면서 군자금 모집책으로 활동하였고 해방될 때까지 해림거류민단장을 지냈다.

#### 6.25 전쟁영웅 아버지
8·15 광복 후 공산 치하를 탈출해 온 가족과 함께 월남한 아버지 최영섭은 해군사관학교 3기 출신으로 한국전쟁 당시 갓 임관한 해군 소위 계급을 달고 백두산함(PC-701) 갑판사관 겸 항해사, 포술사로 참전하여 6월 26일 새벽 동해안으로 600여명의 무장병력을 태우고 내려오던 1천톤급 북한 선박을 5시간 동안 추격해 격침시킨 대한해협 해전으로 "국군이 부산에 마련한 교두보를 안정화하고 이후 유엔군의 병력과 물자 상륙에 기여한 승리", "전쟁 발발 이후 국군이 승리한 첫 전투"라는 평가를 받았다. 이후 인천상륙작전 등 6·25 주요 전투에 공을 세웠고, 1964년 해군 최초의 구축함인 충무함 제2대 함장과 해군사관학교 부교장을 지낸 예비역 해군 대령이다.

### 독실한 기독교인
기독교인인 부모를 따라 어릴 때부터 서대문 신촌장로교회에 다녔다. 지금은 장로가 되었으나 감사원장을 맡은 이후에는 휴무장로로 있다.

### 병역 명문가
아버지의 동생 두 명은 해병대 대령과 해군 부사관으로 전역했고, 그의 4형제는 모두 육, 해, 공군에서 장교로 복무했으며 조카 1명은 해병대 장교로 DMZ(비무장지대)에서 근무했고, 입양한 아들 2명도 각각 해군과 육군에서 병장으로 전역해 온 집안 남자들이 모두 병역의무를 이행했다. 아버지 최영섭은 생전에 "자손들에게 '가급적 최전방에서 근무하라'고 했다"며 "나는 육, 해군, 공군, 해병대를 아우르는 통합 사령관"이라고 말했다.

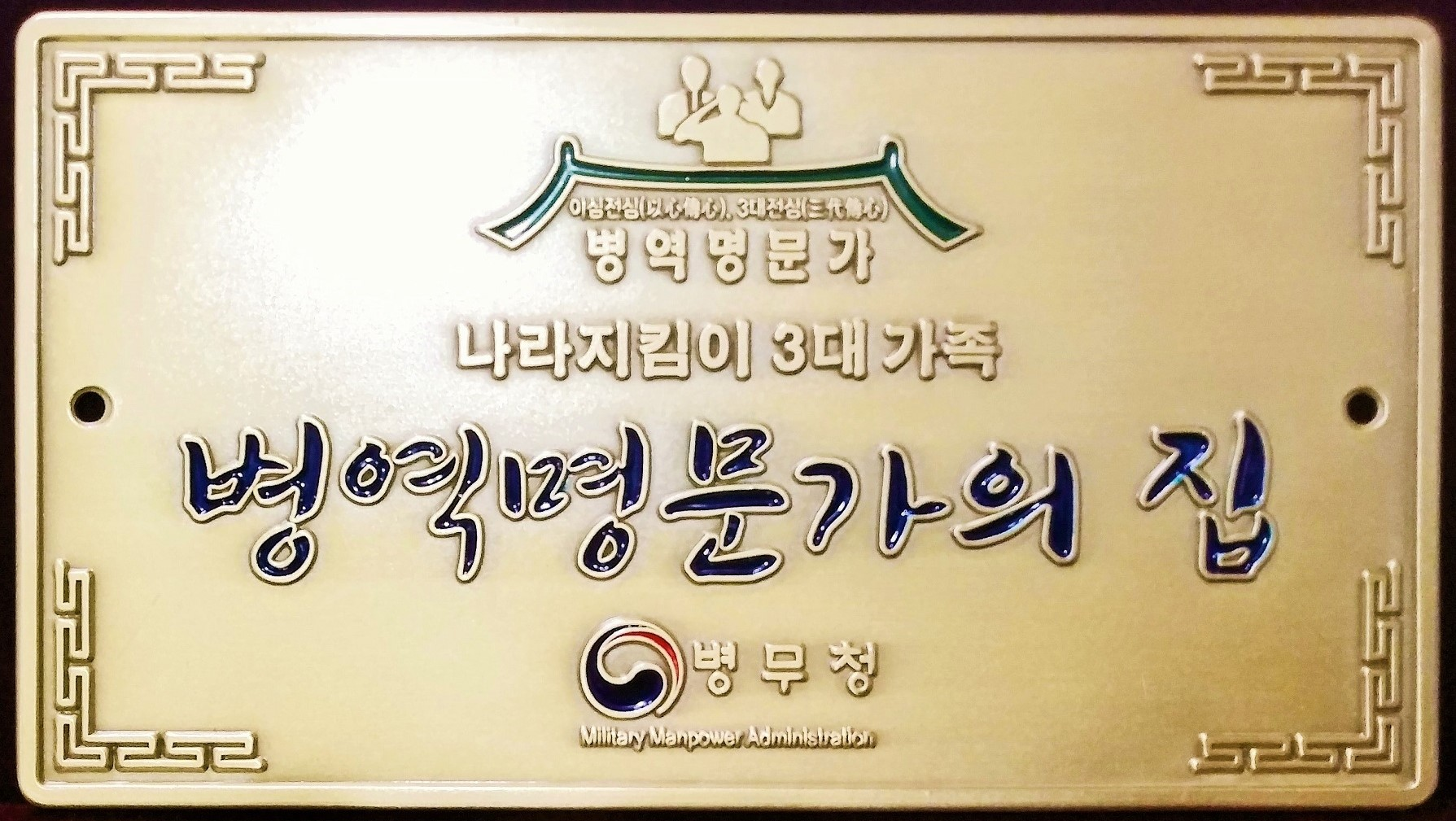
대한민국병역명문가 정부수여 문패

### 학창시절
중학교 때 교회에서 만난 친구 강명훈이 수술 후유증으로 얻은 소아마비로 1년 늦게 경기고에 입학하자, 서대문구 신촌에서 종로구 화동에 있는 경기고까지 하루도 빠지지 않고, 업고 등교한 최재형은 한 해 늦게 서울대 법대에 입학한 강명훈과 함께 1981년 제23회 사법시험에서 합격했다. 다리가 불편한 친구이자 동료 강명훈을 업고 출•퇴근하는 등 우정을 실천한 일화로 유명세를 치르며 1983년 사법연수원 제13기로 수료한 뒤 육군 법무관으로 3년간 복무하고 1986년에 서울지방법원 동부지원 판사에 임용되었다.

### 결혼과 입양
그는 서울대 법대를 졸업하고 중견기업 (주)한국우드워드를 소유했던 이해원의 1남 3녀 가운데 장녀로 태어나 경기고 4년 후배이자 이화여대 의류직물학과를 졸업한 이소연과 결혼하여 두 딸을 낳은 뒤 딸이 청소년으로 성장했을 무렵인 2000년과 2006년에 각각 아내가 동대문구에 있는 보육 시설에서 아이를 돌보는 봉사활동을 하다가 정이 든 9개월된 아들과 친권자를 찾아내고 부모의 동의를 얻기까지 오랜 시간이 걸린 11세된 아들을 입양한 사실이 법률신문 인터뷰를 통해 2007년과 2011년거듭하여 보도되어 알려졌으며 한국입양홍보회 웹사이트 ‘영진‧진호네 집’이라는 코너에 2004년부터 2011년까지 150회에 걸쳐 '두 아이의 성장 일기'를 연재했다.자녀와 함께 5년간 13개 구호단체에 4,000여 만원을 기부한 것으로도 전해진다. 그의 배우자의 첫째 여동생 이소희의 남편은 한국원자력연구원 책임연구원 한문희, 둘째 여동생 이소진의 남편은 조선일보 편집국장을 지낸 뒤 논설주간으로 있는 김창균, 막내 남동생 이창환은 (주)한국우드워드 사장이다.

### 사법부 쇄신 요구
문재인 대통령이 헌법재판소 소장에 임명한 유남석을 포함하여 서울•경기 6개 법원에서 판사 임관 10년 미만, 사법시험 18회 이하 20•30대 소장 판사 109명과 함께 1988년 6월 15일에 대법원장 등 대법원 구성에서 전면 쇄신을 요구하는 「새로운 대법원 구성에 즈음하여 우리의 견해」라는 성명에 동참했다.

### 서울가정법원장
2011년부터 1년 6개월여 동안 서울고등법원 성폭력전담재판부 재판장 겸 형사재판연구회장을 맡아 성범죄 양형기준 등을 실무에 정착시키는 데 기여했으며 서울가정법원 법원장으로 재직하던 2014년에는 여성가족부, 학계 전문가 등 외부인사를 초청해서 의견을 적극 수렴해 현실화된 '양육비 산정 기준표'를 공표했다.

### 서울고법 부장판사
서울고등법원 부장판사로 있으면서 국제거래전담부 재판장을 역임하고 법원 내 국제거래법 커뮤니티 회장도 지내 해상 등 국제거래 분야에도 전문성도 갖추었던 그는 2000년에 교수를 했던 사법연수원으로 돌아온 2017년 2월에 임명된 사법연수원장을 마지막으로 2018년 1월에 법관에서 물러났다.

### 감사원장
1994년과 1995년 두 차례 위장전입한 사실이 밝혀졌지만, 문재인 정부 청와대가 위장전입은 '인사청문회가 장관급까지 확대된 2007년 이후부터 배제하겠다'고 원칙을 세운 바 있어서 국회 본회의에서 찬성 231명 반대 12명 기권 3명으로 임명동의안이 가결되어 이듬해 2018년 1월 2일 문재인 대통령에 의해 감사원장에 임명된 그는 감사원장으로 발탁됐을 때, 아버지가 써준 사자성어 '단기출진(單騎出陣) 불면고전(不免苦戰) 천우신조(天佑神助) 탕정구국(蕩定救國)'을 깊이 새겼다.

#### 국가정보원 감사 등
2018년 말부터 2019년 초까지 과거 중앙정보부로 창설된 1961년 이후 한 번도 감사원 감사를 받지 않은 국가정보원 감사에서 감사원은 조직·인사 분야 4건, 예산·기획 분야 9건, 국유재산·수입금 분야 4건 등을 적발했다.

#### 월성원자력발전소 1호기 조기폐쇄 감사
2019년 9월 국회에서 자유한국당이 "한국수력원자력의 월성원자력발전소 1호기 조기폐쇄 결정이 타당했는지" 등에 대해 감사를 요구했다. 하지만 국회 보고 기한인 2020년 2월을 넘겼고 2020년 4월에 감사원이 ‘보완 감사’ 결정을 하면서 "감사원 내부에서 조차 갈등이 빚어지고 있다"는 얘기가 나왔다. 한편, 백운규 산업통상자원부 장관을 상대로 직권심리를 진행하는 과정에서 그가 “대통령 선거에서 41%의 지지밖에 받지 못한 정부의 국정과제가 국민의 합의를 얻었다고 할 수 있겠느냐'라는 발언을 했다는 의혹이 제기되자, 그는 국회 법사위 업무보고에 출석해 “'문재인 대통령이 대선에서 41% 정도의 득표를 받으신 걸로 알고 있는데, 이를 국민 대다수라 일반화할 수 있겠느냐'라고 반론을 제기한 것뿐, 정부의 정통성 등 정치적 의견을 개진하진 않았다"고 반박했다. 감사보고서 의결을 위한 감사원 감사위원회 회의에서 의결이 무산돼 총 9차례 심의한 것을 두고도 "‘친여 성향’ 감사위원과 갈등을 빚고 있다"는 말이 나왔다. 월성 1호기 조기폐쇄 결정 적절성’ 감사 보고서가 감사 385일 만에 의결돼, "경제성이 불합리하게 낮게 평가됐다"고 결론을 하면서 "원전의 조기폐쇄 결정 자체의 타당성에 대해선 감사 범위를 넘어선다"며 판단을 유보했다. 국회 법사위의 감사원 국정감사에 출석해 “국회의 감사 요구 이후 산업부 공무원이 관계 자료를 모두 삭제했다. 이를 복구하고 진술을 받는 데 어려움이 있었다”며 “감사원장이 되고 이렇게 저항이 심한 것은 처음 봤다”고 했다.

#### 감사위원 임명 제청 거부와 대통령 후보 출마설
청와대가 공석으로 있던 감사위원으로 김오수를 임명하려 하자, 법무부 차관을 지냈고 친정부 인사인 김오수의 중립성 문제를 지적하면서 감사원장으로서 감사위원 제청을 거부하는 등 감사위원 충원문제로 청와대와 갈등을 빚었다. 이로 인해 감사위원 자리가 9개월 동안 공석으로 있었다. 또한, 서울시 교육감 조희연의 해직 교사 특별채용에 대해 직권남용으로 검찰에 고발한 사건을 계기로, 정부•여당과 대립하는 가운데 "감사원장으로서 정치적 중립을 지키려는 소신과 뚝심을 보였다"며 야당의 유력한 대통령 후보로 떠올랐다.
감사원장 자리를 그만둔 그의 대통령 선거 출마설에 대한 국회 내 논란 속에서 “다양한 판단이 있을 수 있다”라는 그의 대답을 들은 김민웅 경희대 교수는 다음 날인 2021년 6월 19일 자신의 페이스북에 "자신의 철학과 과연 맞는 것이었을까?"라고 물으면서 "선거 출마에 대한 생각 접고 '감사원장의 공적 가치를 지킨 사람'으로 남아줄 것" 권면하는 공개 서신을 썼다.
당시 NR리서치 보관됨 2021-07-16 - 웨이백 머신가 조사한 '차기 대통령 선거 적합도 조사'에서 4.5%를 기록해 전체 5위, 야당 후보 중에는 33.9%로 1위인 윤석열에 이어 2위였다.

### 감사원장 사퇴 후 대통령 후보 출마에 대한 각계 반응
그의 정치적 중립성 문제가 제기되자 2021년 6월 28일 감사원장 임기 만료를 6개월 남기고 자진 사퇴하면서 "저에 대한 국민 여러분의 기대와 우려를 잘 알고 있다”며 “감사원장직을 내려놓고 우리 대한민국의 앞날을 위해 제가 어떤 역할을 해야 하는지에 대해 숙고하는 시간을 가지려고 한다”고 밝혔다.
문재인 대통령은 그의 사의를 즉각 수리하면서 "바람직하지 않은 선례를 만들었다"고 했고 여권에서는 "국민 모독이다", "연성 쿠데타다"라고 비판하자 최재형은 "본인의 의사와 상관없이 상황에 몰려 물러난 것 뿐"이라며 "치욕적"이란 반응을 내놨다.
6월 29일 안민석 더불어민주당 의원은 추락사했던 김재윤을 만났던 사실을 근거로 자신의 페이스북에 "청와대 하명수사로 기소됐던 김재윤 항소심을 그가 맡았는데 1심에서 무죄 판단한 것도 유죄로 보고 형량을 올린 것에 대해 억울해 했다"고 밝혔다.
국민의힘 당으로부터 당시 유력 대통령 후보로 영입 제안을 받고 있던 그는 “감사원장에서 나와 여러 숙고를 했다”며 “어떤 방식으로든지 이 나라와 사회에 기여하기 위해 정치에 참여하는 생각을 갖게 됐다”고 전했다.
그는 감사원장에 재직할 때 대선 출마를 촉구한 '별을 품은 사람들'은 2021년 7월 5일 서울광장에서 그의 대선 출마를 재차 촉구하며 'J형 제발 나라 좀 구해줘. J형 제발 우리 좀 구해줘.'를 외쳤다. 이 단체는 그와 사법연수원 13기 동기이자 박근혜 전 대통령의 탄핵 이후 청와대 민정수석을 역임한 검사 출신 변호사 조대환이 공동대표로 있다.

### 정치 참여와 국민의힘 입당
그의 아버지 장례를 치르는 동안 대선 출마 여부에 대한 세인들의 관심으로 기자들의 취재 열기가 뜨거웠다. 그는 장례 기간 중 취재기자들에게 아버지 최영섭 예비역 대령이 2021년 7월 8일 사망하기 직전에 서면으로 "'대한민국을 밝혀라"는 유지와 대선 출마와 관련해 "소신껏 하라"는 유언을 남겼다"고 밝혔다. 이로써 사실상 정치 참여를 결심하였음을 시사하였다. 2021년 7월 15일에 전격적으로 모바일 입당을 하면서 "국민의힘 중심으로 정권 교체하는 데 기여하겠다"며 자신이 추구하는 정치적 가치는 '새로운 변화와 공존'이라고 했다.

### 제20대 대선 경선 후보
그는 2021년 7월 26일 중앙선거관리위원회에 국민의힘 소속 예비후보로 등록했다. 이어 8월 4일 경기도 파주 소재 미라클 스튜디오에서 제20대 대통령 선거 출마를 공식 선언했다. 그러나 2차 예비경선에서 고배를 마셨다.

### 국회의원
대선을 앞둔 시점인 2022년 2월 10일, 국민의힘의 재보선 종로구 국회의원 후보로 전략 공천되었다. 대선과 함께 치러진 재보궐선거에서 52.09%의 득표율을 기록하면서 21대 종로구 국회의원으로 당선되었다.
그러나 2024년 4월 10일에 열린 제22대 총선에서는 곽상언에게 밀려 낙선했다.

## 학력
- 1969년 2월: 서울남산국민학교 졸업
- 1972년 2월: 한영중학교 졸업
- 1975년 2월: 경기고등학교 졸업
- 1979년 2월: 서울대학교 법과대학 법학 학사

## 경력
- 1981년 제23회 사법시험 합격
- 1983년 제13기 사법연수원 수료
- 1983년~1986년 육군 법무관 (중위 전역)
- 1986년 9월~1989년 3월: 서울지방법원 동부지원 판사
- 1989년 3월~1991년 2월: 서울민사지방법원 판사
- 1991년 2월~1993년 3월: 청주지방법원 충주지원 판사
- 1993년 3월~1994년 3월: 서울지방법원 서부지원 판사
- 1994년 3월~1995년 3월: 서울고등법원 판사
- 1995년 3월~1997년 3월: 헌법재판소 파견
- 1997년 3월~1998년 3월: 서울고등법원 판사
- 1998년 3월~1999년 3월: 서울지방법원 판사
- 1999년 3월~2000년 2월: 춘천지방법원 원주지원장
- 2000년 2월~2003년 2월: 사법연수원 교수
- 2003년 2월~2004년 2월: 서울지방법원 부장판사
- 2004년 2월~2006년 2월: 서울중앙지방법원 부장판사
- 2006년 2월~2006년 8월: 대구고등법원 부장판사
- 2006년 8월~2012년 9월: 서울고등법원 부장판사
- 2012년 9월~2014년 2월: 제50대 대전지방법원 원장
- 2012년 9월~2014년 2월: 제23대 대전광역시 선거관리위원회 위원장
- 2014년 2월~2015년 2월: 서울가정법원 원장
- 2015년 2월~2017년 2월: 서울고등법원 부장판사
- 2017년 2월~2018년 1월: 제26대 사법연수원장
- 2018년 1월 2일~2021년 6월 29일: 제24대 감사원장
- 2021년 7월 7일: 정계 입문
- 2021년 7월 15일~ : 국민의힘 입당
- 2021년 7월~2021년 10월 8일: 제20대 대통령 선거 국민의힘 대통령 예비후보
- 2021년 10월~2021년 11월: 제20대 대통령 선거 국민의힘 홍준표 대통령 경선후보 jp희망캠프 공동선거대책위원장
- 2022년 1월~2022년 3월: 제20대 대통령 선거 국민의힘 윤석열 대통령 후보 선거대책본부 상임고문
- 2022년 2월~2022년 3월: 국민의힘 2022년 3월 재보궐선거 종로구 국회의원 후보
- 2022년 2월~2024년 1월: 국민의힘 서울특별시당 종로구 당원협의회 위원장
- 2022년 3월 ~ 2024년 5월: 제21대 국회의원 (서울 종로구, 국민의힘, 초선)
  - 2022년 3월 ~ 2022년 5월: 제21대 국회 전반기 산업통상자원중소벤처기업위원회 위원
  - 2022년 7월 ~ 2024년 5월 제21대 국회 후반기 보건복지위원회 위원
    - 제21대 국회 후반기 보건복지위원회 제2법안심사소위원회 위원
- 2022년 3월 ~ 2022년 5월: 제8회 전국동시지방선거 국민의힘 공천관리위원회 위원
- 2022년 5월 ~ 2022년 6월: 제8회 전국동시지방선거 국민의힘 오세훈 서울특별시장 후보 선거대책위원회 공동선대위원장
- 2022년 6월 ~ 2022년 12월: 국민의힘 혁신위원장
- 2022년 11월 ~ 2023년 5월: 국민의힘 인권위원장
- 2023년 10월: 대한적십자사 전국대의원총회 대의원
- 2024년 5월 ~ : 국민의힘 서울특별시당 종로구 당원협의회 위원장
- 2024년 5월 ~ : 법무법인 하정 변호사
- 2025년 4월 ~ 2025년 5월: 국민의힘 한동훈 제21대 대통령 선거 경선후보 국민먼저 캠프 공동선대위원장

## 가족 관계
- 증조부: 최승현(1887 ~ 1953)
- 증조모: 밀양 박씨
- 조부: 최병규(1909~2008.7.26)
- 조모: 정선 전씨(1907~?)
- 서조모: 이상현(1913~?) 예안 이씨 부 원균
- 아버지: 최영섭(1928.4.2~2021.7.8)
- 어머니: 정옥경(鄭玉卿, 1929~2009.4.24) 하동 정씨 부 영규
  - 형: 최재신(1953~) 전 고려개발 사장
  - 형수: 여명희
    - 조카: 최중호

  - 배우자: 이소연(1960~) 한산 이씨 부 이해원(한국우드워드 창업주)
    - 장녀: 최지원(1983~)
    - 차녀: 최예원(1987~)
    - 장남: 최영진(양자, 1995~)
    - 차남: 최진호(양자, 1999~)

  - 동생: 최재민(1958~) 소아과 개업의
  - 제수: 안숙희
  - 동생: 최재완(1967~) 광주대 토목공학과 교수
  - 제수: 이정은
- 중부: 최웅섭(崔雄燮, 1933~). 해병대 사관18기. 예비역 해병 대령.
  - 장남: 최재민(양자) 생부 영섭
  - 장녀: 최재임(1974~)
- 숙부: 최호섭(崔豪燮, 1935~). 예비역 해군 부사관.
  - 장녀: 최재령(1965~)
- 고모: 최성자 전 은광여고 교장 에너지파트너즈 대표
- 장인: 이해원(李海遠, ?~2015.7.8) 한산 이씨 서울대 법대(행정학) 졸(51학번). (주)한국우드워드 회장
- 장모: 정을화(?~2015.2.12)
  - 처제: 이소희
  - 동서: 한문희 (KAIST 원자력 및 양자공학과 졸. 한국원자력연구원 책임연구원. 원자력환경안전연구부장)
  - 처제: 이소진
  - 동서: 김창균(1961~) 서울대 경제학과 졸. 조선일보 논설주간.

## 주요 판결

### 서울지방법원 판사
- 1998년 3월 전두환 전 대통령의 동서 홍순두로부터 "아들 태식이가 횡단보도에서 저지른 음주운전 도주치상 사고를 뒤집어 쓰면 1억 원을 주겠다"는 약속을 받고 운전석 옆에 앉은 동승자였지만 자신이 운전했다고 허위로 자수해 징역1년 집행유예2년을 선고받고 석방되었으나 돈을 주지 않자 "진범은 태식이"이라고 했던 음주운전 방조 공범인 피고인이 청구한 재심에서 무죄를 선고했다.[20]

### 서울중앙지법 형사항소1부장
- 2005년 10월 특가법상 알선수재 혐의를 받은 김홍일 민주당 의원의 항소심에서 원심과 같이 징역 2년에 집행유예 3년과 추징금 1억5천만원을 선고했다. 김홍일 전 의원은 2006년 9월 28일 대법원에서 형이 확정되어 의원직을 상실했다. 김 전 의원은 1999년 10월 서울 모 호텔에서안상태 전 나라종금 사장으로부터 "금융기관장으로 임명될 수 있도록 도와달라"는 인사청탁과 함께 8천만원을 받는 등 2001년 12월까지 4차례에 걸쳐 모두 1억5천만원을 수수한 혐의로 불구속기소되었는데, 항소심 재판부는 증인들이 공소사실에 부합되게 진술한 점, 진술이 일관되는 것은 강요된 것으로 보기 어렵다는 점을 들어 피고인의 항소를 기각한다고 밝혔다.
- 2006년 2월 학부모단체 대표 고진광씨 등의 명예훼손죄 항소심에서 벌금형을 선고한 원심을 깨고 무죄를 선고했다. 2004년 4월 기자회견을 열어 ‘부적격 교사’ 62명의 명단을 구체적 사유를 제시하지 않고 공개해 명예를 훼손한 혐의로 기소된 ‘학교를 사랑하는 모임’ 대표 고씨 등 임원 5명에게 1심에서는 70만~1백만 원의 벌금형을 선고했었다. 항소심 재판부는 부적격 교사의 명단을 배포한 행위는 학생들의 학습권을 보장하려는 공공의 이익을 위한 것이었고, 이런 행위가 전교조를 비판하기 위한 의도로 이루어졌다는 것만으로 명예훼손죄가 성립되지는 않는다고 했다.

### 서울고등법원 형사12부장
- 2009년 7월 새벽 서울특별시 양천구 신정동 아파트단지 놀이터 부근에서 피해자가 지나가는 것을 보고 따라가, B씨가 주변을 살피는 사이 A씨가 피해자의 허리를 발로 차 바닥에 넘어뜨린 뒤 성추행한 혐의로 기소된 사건에서 "사건 당시 두 사람의 행동을 종합해보면 범행을 공모한 상태에서 성추행을 한 점을 인정할 수 있다"며 A씨에게 징역2년에 집행유예 3년, B씨에게 징역 1년6월에 집행유예 2년을 선고한 원심을 깨고 "A씨가 피해자를 강제추행한 사실은 인정되지만 B씨와 함께 범행한 사실이 인정되지 않아 특수강제추행죄로 처벌할 수 없다"며 "피해자가 A씨에 대한 고소도 취하했기 때문에 강제추행죄도 성립되지 않고 B씨가 당시 범행현장에서 2~3m 떨어진 곳에 서 있었다는 사실만으로는 망을 보는 합동범이었다는 점을 인정할 수 없고 망을 봤다는 진술도 신빙성이 부족하다"며 각각 공소기각과 무죄 판결했다[21]
- 2010년 10월 7일 군사기밀 불법유출 혐의(군사기밀보호법 위반)로 기소된 예비역 공군 소장 김모씨에게 원심과 같이 징역2년에 집행유예 3년을 선고했다.[22]
- 2010년 10월 국가보안법 위반 등 혐의로 기소된 50대 김모씨에게 징역 3년을 선고한 원심을 깨고 징역 5년을 선고했다. 김모씨는 북한 여공작원에게 포섭돼 북한산 마약 유통과 탈북자 납치를 시도한 혐의다. 재판부는 김씨가 한 활동이 대부분 미수에 그치거나 실패했고 자진 입국해 자수했다는 점을 감안하더라도 북한에서 중좌 계급까지 받았고 북으로부터 연락이 끊어지자 입북하여 적극 연결을 시도한 점 등으로 볼 때 원심의 형량이 너무 가볍다고 보았다.
- 2011년 2월 윤필용사건(1973년) 관련 손영길 전 육군 준장의 공금 횡령 및 불법무기 소지 혐의에 대한 재심에서 무죄를 선고했다. 부대운영비를 횡령하고 허가 없이 총기를 소지한 혐의 등으로 징역 12년을 선고받은 손영길 전 준장이 청구한 재심에서 "손 전 준장을 비롯한 관련자들의 진술서는 모두 육군보안사령부 수사관들의 고문과 협박, 회유 등으로 작성된 사실이 인정된다"고 밝히면서 무죄를 선고했다. 재판부는 "특히 손 전 준장의 총기는 쿠데타 모의 사실을 조사하는 압수수색 과정에서 발견하게 된 것인데, 위법한 압수수색을 통해 수집된 총기를 유죄 판단의 증거로 삼을 수 없다"고 했다.
- 2011년 국가보안법상 고무찬양 혐의를 받은 김대희(폭풍)씨의 항소심에서 징역 1년에 집행유예 2년의 원심을 유지한다고 판결했다. 재판부는 논객 김씨가 2008년 6월부터 2010년 11월까지 네이버 포털사이트에 개설된 통일카페 사이버 회원으로 가입하여 일명 사방사(사이버 민족방위사령부)에 동영상을 게시해 반국가단체인 북한을 선동선전 하였으며, 북한의 주체사상과 선군정치를 반포한 것으로 대한민국의 정체성을 부정해 자유민주주의 질서를 해칠 수 있고, 1심 재판에서 피고가 이를 자인한 것을 볼 때 고무 찬양 행위 역시 이적성이 있다고 판단할 근거가 상당하다는 원심은 정당하다며 항소를 기각했다.
- 2011년 12월 재일교포 유학생 간첩사건 박모씨와 반공법 위반 혐의 유모씨의 재심에서 각각 무죄와 감형ㆍ집행유예를 선고하였다. 재심 재판부는 재일교포 유학생 간첩사건(1983년)에 연루돼 국가보안법 위반 혐의로 기소된 박모씨에 대한 재심에서 "당시 불법구금과 가혹행위를 당한 끝에 혐의를 인정한 것으로 보인다. 북한의 지령을 받고 대남공작 차원에서 유학생을 모집했다고 인정할 증거가 부족하다"며징역 10년, 자격정지 10년을 선고한 원심을 깨고 무죄를 선고했다. 재판부는 이어 1977년 유학 중 지인의 친척에게 불온서신을 전달해 국가보안법 위반 등 혐의로 기소된 재일교포 유모씨에 대한 재심에서도 "당시 유씨가 가혹행위로 인해 허위자백한 것으로 판단된다"며 이적 표현물을 반포하거나 북한에 동조했다는 등 혐의의 대부분을 무죄로 보았다. 다만 이적표현물을 제작해 반공법을 위반한 혐의는 유죄로 인정, 무기징역을 선고한 원심을 파기하고 징역 2년에 집행유예 3년을 선고했다. 최재형 부장판사는 선고를 마친 뒤 두 사건의 피고인에게 "당시 우리나라가 분단상황에서 남북이 첨예한 긴장관계를 유지했던 점을 고려하더라도, 피고인의 인권을 보장하기 위해 법원이 당연히 해야 할 책무를 다하지 못했다는 느낌을 지울 수 없다"며 "이 재판부가 법원과 국가를 대표하지는 않지만 당시 진실을 제대로 밝하지 못한 점에 대해 사법부에 몸담은 사람으로서 죄송하다는 말씀을 드리고 싶다. 그동안 고생 많으셨다"고 사과의 뜻을 전했다.
- 2012년 고속철도부품업체인 AVT대표 이모씨에게서 "고속철도 궤도공사에 우리 제품이 납품될 수 있도록 한국도시철도공단 이사장에게 품질 기준 반영 등을 알선해달라"는 부탁을 받고 11차례에 걸쳐 6500만원을 수수한 혐의로 구속된 새누리당 송광호에 대한 항소심에서 사건현장에 있었던 핵심 증인인 권모씨가 1심 재판에서의 증언과는 달리 2심 재판에서 돈봉투에 관한 진술을 뒤집으면서 "검찰에서 강압 수사가 있었다"고 진술했음에도 유죄를 유지했다.(서울고등법원2015노493)[23]
- 2012년 2월 광주지법 선재성 수적부장판사의 변호사법 위반 혐의에 대한 항소심에서 무죄 판결을 내린 1심을 깨고, 유죄를 인정해 벌금 300만 원을 선고했다. 변호사를 통해 아내 명의로 주식에 투자하여 1억원의 시세차익을 남긴 뇌물수수 등과 법정관리 기업 감사에 자신의 친구인 변호사를 선임하도록 알선한 변호사법 위반, 직권남용 혐의로 기소된 선재성 판사에 대해 무죄를 선고한 광주지방법원이 "제 식구 감싸기" 논란이 있자 사상 처음으로 검찰이 청구한 관할 변경이 받아들여져 맡게 된 항소심에서 원심이 '동창인 변호사를 소개한데 대해 알선이 아닌 조언이나 권고'라고 판단해 무죄를 선고한 변호사법 위반에 대해서만 "피고인이 파산부 재판장으로서의 지위를 잘 알면서도 중·고등학교 동창인 특정 변호사를 소개해 준 점은 미필적 고의가 인정된다"며[24]벌금 300만원을 선고하면서 뇌물수수와 직권남용권리행사방해죄 부분에 대해서는 1심과 마찬가지로 무죄로 판단했다.[25](서울고등법원 2011노3226)
- 2012년 5월 여의도 국회의사당 정문 인근에서 알코올 램프에 화약연료 혼합물을 넣은 연기 폭탄을 터트렸다가 국회의사당 출입통제용 울타리 등이 그을려 시설물을 훼손한 혐의(일반물건 방화)로 기소된 피고인에 대한 항소심에서 "'사회적 관심과 시선을 끌기 위해 스모그 폭탄을 터트리겠다'는 인식과 의사가 있었을 뿐"이라며 "김씨의 행위는 미수에 그쳤고, 구체적인 공공의 위험이 발생한 것으로 보이지 않는다"고 판시하면서 징역6월 집행유예1년을 선고한 원심을 파기하고 무죄를 선고했다.
- 2012년 8월 중국 선양에 산다는 젊은 여성을 인터넷 화상채팅으로 만나 회유당해 월북 후 북한에서 연일 강도 높게 조사받는 과정에서 군 복무 시절 숙지한 군사기밀을 털어놓고 북한의 지령을 받고 국내로 다시 돌아와 현역 군인들을 상대로 군사기밀을 빼내고 월북을 권유하는 등 간첩활동을 한 혐의(국가보안법 위반)로 기소된 전직 육군 부사관에게 징역 4년을 선고했다.[5]

### 서울고등법원 형사4부장
- 2015년 김재윤 전 의원의 특정범죄가중처벌법상 뇌물 혐의 항소심에서 상품권 4백만원 등 4천4백만원을 받은 혐의만 유죄로 인정되어 징역 3년에 벌금 5천만원, 추징금 4천4백만원을 선고한 1심 판결을 깨고 징역 4년에 벌금 6천만원, 추징금 5천4백만원을 선고했다. 김재윤 새정치민주연합 소속 국회의원이 같은 당 의원인 신계륜, 신학용과 같이 서울종합예술실용학교 이사장 김민성으로부터 예전 교명에 있던 '직업'이라는 단어를 '실용'으로 바꿀 수 있도록 법을 개정하는 입법로비 대가로 5천4백만원을 수수한 혐의로 구속기소되었다. 김재윤의 뇌물수수 혐의 항소심에서 2013년 9월 서울종합예술실용학교(SAC) 이사장실에서 현금 1천만원을 받은 혐의까지 전부 유죄로 판단해 형량을 늘렸다. 김재윤은 2015년 11월 12일 대법원 형사3부(주심 권순일 전 대법관)에서 형이 확정되어 의원직을 상실하였다.
- 2016년 2월 북한 직파간첩 혐의를 받은 탈북인 홍강철에 대한 항소심에서 무죄를 선고한 1심 판결을 그대로 인정하였다. 항소심 재판부는 "핵심 증거들의 증거 능력이 없을 뿐 아니라 신빙성도 없다"며 검찰의 항소를 기각하고 홍강철씨의 무죄를 선고했다. 2014년 3월 북한 보위사령부에서 간첩으로 직파되어 국가보안법상 특수목적·특수잠입·간첩 혐의로 구속기소됐다가 1심에서 무죄를 선고받고 풀려난 탈북인 홍강철씨가 항소심에서도 무죄 판결을 받았다. 항소심 재판부는 “격리 상태에서 (신문이) 변호인 조력 없이 진행됐다. 실질적인 수사과정임에도 진술거부권 보장을 위해 고지할 내용 중 일부가 빠졌고, 진술의 진정성을 입증할 만한 영상녹화도 없었다”며 검찰이 제출한 증거의 헛점을 지적했고, 자백의 증거능력을 부정했다.
- 2016년 3월 이부영 전 새정치민주연합 상임고문 등의 형사보상청구에 대해 "2억1579만9200원을 지급하라"며 이 전 고문이 낸 형사보상청구를 받아들였다.이는 2014년 10월 청우회사건(1975년) 관련 재심에서 서울고법 형사2부(부장판사 김용빈)가 무죄를 확정한 이 전 고문에게 재판부가 형사보상법에 근거하여 형사보상 금액을 산정하여 지급 판결을 한 것이다. 고(故) 성유보 전 동아자유언론수호투쟁위원회 위원장의 유가족들은 9371만원 상당의 형사 보상을, 정정봉씨는 1억3611만6800원 상당의 형사보상을 받았다.
- 2016년 4월 조응천 전 청와대 비서관과ㆍ박관천 전 청와대 행정관의 대통령기록물관리법 위반 혐의, 박관천 뇌물수수 혐의, 박관천 공무상 기밀 누설 혐의 항소심에서 원심보다 감형된 형량을 선고했다. 항소심 재판부는 대통령기록물관리법 위반 혐의의 경우, 지목된 문건은 대통령기록물이 아니라는 1심 판결을 그대로 인정해 조응천과 박관천에 대해 무죄를 선고했다. 박관천의 뇌물수수 혐의는 혐의가 적용된 대상의 공소시효가 지나 면소 처분된 것으로 1심에서의 오류를 바로잡았다. 다만 박관천에 대해 해당 문건이 사본이라 하더라도 청와대 내부 문건을 임의로 반출ㆍ전달한 것에 대하여는 공무상 기밀 누설죄를 적용해 징역 8월, 집행유예로 판결하였다.

## 주요 발언
- "입양이란 아이에게 사랑과 가정이라는 울타리를 아무 조건없이 제공하는 것"이다.
- 2020년 5월 월성원전 1호기 감사를 맡았던 직원들에게 "외부의 압력이나 회유에 순치된 감사원은 맛을 잃은 소금과 같다. 검은 것은 검고 흰 것은 희다고 할 수 있어야 감사원이다"고 하였다.
- 국회 답변에서 "대선에서 41% 정도를 득표해 당선된 대통령의 공약을 국민 대다수가 합의한 것이라고 보기 어렵다"고 말했다.
- 2021년 7월 11일 전 국회의원 김영우와회동한 자리에서 "나는 정치 초보지만 나의 정치철학이 있다", "시대적 과제를 풀어내는 것은 정치철학에 달려 있다. 해낼 자신이 있다"고 말했다. 또한 "저는 저 자체로 평가받고 싶다”, "다른 사람을 공격해서 득을 보는 식의 정치와는 선을 긋겠다"고도 했다. 그러면서 “정치는 뜻을 같이하는 분들이 힘을 모아 공동의 목표를 이루어가는 과정이다”, “앞으로 직접 좋은 분들을 만나 함께 뜻을 모으면서, 새로운 시대를 준비하겠다. 늦어지지 않게 하겠다" 고 하여 국민의힘 입당을 염두에 두고 있음을 시사했다. 최재형은 “국민, 특히 청년들이 더 나은 미래를 희망하며 살 수 있는지 심각한 의문이 있다”, “모든 국민이 미래 희망을 가지고 살 수 있고, 소외되고 어렵고 힘든 분들에게 따뜻한 빛이 비칠 수 있는 나라를 만드는 게 대한민국을 밝히는 길이다”라며 정치에 뜻을 두게 된 배경을 밝혔다.

- 최재형은 제헌절을 하루 앞둔 2021년 7월 16일 서면 메시지를 통해 "국가의 정책수립이나 집행 과정에서 통치 행위가 헌법과 법률이 정한 권한 밖에서 행사된 경우가 많았다"며 "헌법정신을 다시 회복하고, 법치주의를 제대로 세워야 한다"고 했다.[26]

- 2021년 7월 26일 국민의힘 청년당원들과의 대화에서 "(문재인정부가) 이념에 치우친 정책들을 수립한 탓에 청년들이 고통받고 있다"고 했다.

- 2021년 7월 26일 제20대 대선 예비후보자 등록을 하면서 "어지러운 나라를 다시 세우는 데 나의 모든 것을 바치겠다"고 했다.

- 2021년 7월 27일 경기도 연천군 UN화장장 시설을 돌아보면서 서해상에서 표류하다가 북한에 피격되어 사망한 공무원사건을 언급하면서 "문재인정부는 국민의 생명과 평화를 지킬 의지가 있는가?"하고 반문하였다.

- 2021년 8월 6일 경북 구미에 있는 고 박정희 전 대통령 생가를 방문해 "문재인 대통령이 통합을 원한다면 자기 진영 사람들 눈치 보지 말고 국민대통합이라는 대통령의 책무를 다하기 위해서라도 바로 오늘이라도 사면의 용단을 내려야 한다"고 주장했다.[27]

- 2021년 8월 11일 국민의힘 초선 모임인 '명불허전 보수다' 강연에서 "이 정부의 목표 중 제일 문제가 있다고 생각되는 건 '국민의 삶을 책임지겠다'는 것"이라며 "이는 굉장히 위험한 발상"이라고 말했다. 이어 "정부가 국민의 모든 삶을 책임지겠다는 건 북한 시스템"이라고 강조했다.[28]

## 소속 정당
| 소속 정당 | 소속 정당 | 소속 기간 | 비고      |
| --------- | --------- | --------- | --------- |
|           | 국민의힘  | 2021~현재 | 정계 입문 |

## 역대 선거 결과
|  | 52.09% |

|  | 44.13% |

## 같이 보기
- 대한민국의 감사원장
- 종로구 (1988년 선거구)
- 서울 종로구의 국회의원